# Station Münster-Hiltrup
Station Münster-Hiltrup is een spoorwegstation in de Duitse plaats Hiltrup, stadsdeel van Münster. Het station werd in 1907 geopend. 
Münster (Westf) Hbf ·
Münster-Hiltrup ·
Rinkerode ·
Drensteinfurt ·
Mersch (Westf) ·
Bockum-Hövel ·
Hamm (Westf)